# Abe Sinzó meggyilkolása
2022. július 8-án Abe Sinzót, Japán korábbi miniszterelnökét meggyilkolták, miközben kampánybeszédet tartott a Narában található Jamato-Szaidaidzsi vasútállomás közelében, helyi idő szerint körülbelül 11:30-kor.
Japán lakosságát sokkolta az Abe Sinzó elleni merénylet. Mivel Japánban nagyon nehéz lőfegyverhez jutni, ebből fakadóan a lőfegyverrel elkövetett támadások nagyon ritkának számítanak, és hogy valaki egy politikust akarjon lelőni, elképzelhetetlennek tűnt a szigetország lakói számára.

## Merénylet
2022. július 8-án Abe Sinzó Szató Kei tanácsos, a Liberális Demokrata Párt újraválasztásáért induló jelöltje mellett kampányolva mondott beszédet a július 10-i, vasárnap esedékes felsőházi választások előtt. Abét hátulról kétszer lőtték meg egy duplacsövű házilag eszkábált lőfegyverrel, amely egy sörétes puskához hasonló működésű volt. Abe összeesett, a lövedékek elég mélyre hatoltak, elérhették a szívét. Néhány órával később a volt miniszterelnök a kórházban elhunyt.

## Gyanúsított
Jamagami Tecuja (japánul: 山上徹也) egy 41 éves, Nara városából származó férfi, aki 2002 és 2005 között a Japán Tengerészeti Véderő tagja volt. A Nara Prefektúrai Rendőrség a helyszínen letartóztatta gyilkossági kísérlet gyanújával, és a narai nyugati rendőrkapitányságra szállították. A beszámolók szerint nyugodt volt, és nem tett menekülési kísérletet.
Jamagami Tecuja azzal magyarázta tettét, hogy elégedetlen volt Abe Sinzóval. Később a nyomozás során azt mondta, hogy az Abét támogató vallási csoport iránti gyűlöletből cselekedett, mert anyja tönkrement a szervezetnek adományozott nagy összegek miatt.

## Következmények
A miniszterelnöki hivatalban válságkezelő központot hoztak létre. Kisida Fumio miniszterelnök, aki a választási kampány miatt Jamagata prefektúrában tartózkodott, lemondta fennmaradó programját, hogy visszatérjen Tokióba. A hivatalban lévő kabinet minden más tagját szintén visszahívták Tokióba, kivéve Hajasi Josimasza külügyminisztert, aki a kabinet főtitkára, Macuno Hirokazu szerint Indonéziában tartózkodott a G20-as találkozókon.
A japán rendőrség vezetője, Nakamura Itaru augusztus 26-án lemondott, mert a biztonsági intézkedések egyértelműen elégtelennek voltak aznap, ami a volt kormányfő halálához vezetett.

## Reakciók

### Európa
Orbán Viktor, Magyarország miniszterelnöke az alábbiakat írta Facebook-oldalán Abe Sinzó haláláról: „Magyarország egy fontos barátját veszítette el. Isten nyugosztalja Abe Sinzó miniszterelnök urat!”.
Volodimir Olekszandrovics Zelenszkij, Ukrajna elnöke szerint „Szörnyű hír az Abe Sinzó volt miniszterelnök ellen elkövetett brutális gyilkosság. Szeretném őszinte részvétemet nyilvánítani a családjának és a japán népnek ebben az időben. Erre a felháborító, erőszakos tettre nincs mentség.”

### Óceánia
Anthony Albanese, Ausztrália miniszterelnöke így reagált: "Abe Sinzó volt japán miniszterelnök tragikus halála lesújtó hír... Abe úr Ausztrália egyik legközelebbi barátja volt a világ színpadán... vezetése alatt Japán Ausztrália egyik leghasonlóbb partnerévé vált Ázsiában - ez az örökség máig tart. Abe úr vezető szerepet játszott az Indo-csendes-óceáni térségben, és a szabad és nyitott régió vízióját képviselte. A Négyoldalú és a Transz-csendes-óceáni Partnerségről szóló átfogó és progresszív megállapodás sok tekintetben az ő diplomáciai vezetésének eredménye. Abe úr a világ színpadán is óriás volt - a G7, a G20 és az ENSZ vezetője. Hagyatéka globális hatással bírt, és mélyreható és pozitív hatással volt Ausztráliára."

### Nemzetközi szervezetek
A Nemzetközi Olimpiai Bizottság részvétét fejezte ki, és három napig félárbócra eresztette zászlaját Lausanne-ban.

## Fordítás
- Ez a szócikk részben vagy egészben  az   Assassination of Shinzo Abe című angol Wikipédia-szócikk ezen változatának fordításán alapul.  Az eredeti cikk szerkesztőit annak laptörténete sorolja fel. Ez a jelzés csupán a megfogalmazás eredetét és a szerzői jogokat jelzi, nem szolgál a cikkben szereplő információk forrásmegjelöléseként.